# Paul Preißler
Oskar Paul Preißler, auch Paul Preissler (* 27. Januar 1862 in Zittau; † 1. Februar 1935 in Dresden), war ein deutscher Maler, Illustrator und Kunstprofessor.

## Leben
Er stammte aus der Glasmacherfamilie Preußler, die in Böhmen, Bayern und Schlesien verbreitet war und u. a. mit Sebastian Preißler auch in Sachsen ansässig wurde. Von Paul Preißler stammen zahlreiche Illustrationen aus Sachsen. Neben Woldemar Müller gilt er als einer der bedeutendsten sächsischen Buchillustratoren des 1. Viertels des 20. Jahrhunderts.
Preißler lehrte von 1890 bis 1924 an der Königlich-Sächsischen Kunstgewerbeschule in Dresden, die während seiner Zeit vom Antonsplatz in das neue Gebäude am Güntzplatz umzog. Sein Arbeitsraum lag in der Eliasstraße 34. 1893 beteiligte er sich im Rahmen der World’s Columbian Exposition in Chicago an der dortigen Ausstellung des Deutschen Kaiserreichs. Preißler trug den Titel Professor, mit dem er erstmals 1908 im Adressbuch von Dresden und Umgebung geführt wurde.
Zuletzt hatte er seinen Wohnsitz am Veilchenweg 17 in Dresden-Loschwitz. Sein Grab auf dem Loschwitzer Friedhof ist erhalten.

## Werke
Im Monogrammlexikon Dictionary of Monograms 1 ist er als Aquarellist sowie Landschafts- und Architekturmaler genannt. Von Paul Preußler wurden unter anderem die Kalender für das Erzgebirge und das übrige Sachsen (später Der Sächsische Kalender. Jahrbuch für Heimat und Haus) illustriert, ebenso die Heimatdank-Kalender für Sachsen (hrsg. von der Stiftung Heimatdank) und die mehrbändige, auch für Schulzwecke benutzte und in mehreren Auflagen veröffentlichte Buchreihe Bunte Bilder aus dem Sachsenlande. Ferner sind von ihm nachweisbar die Beteiligung an folgenden Publikationen:
- Bowlen und Pünsche. Illustrationen. J. J. Weber, Leipzig 1901.
- Für unser Heim! Illustrationen. Hrsg. von Timon Schroeter. Leipzig 1904.
- Dresden und die Sächsische Schweiz. 16 Aquarelle. J. J. Weber, Leipzig 1906.
- Weimar, die Stadt Goethes. 12 Federzeichnungen. Text Margarete Thiele. Verlag Hans Friedrich Abshagen, Dresden 1922.
- Das Riesengebirge. 12 Federzeichnungen. Text Hans Thiemer. Verlag Hans Friedrich Abshagen, Dresden 1922.
- In treuer Hut. Festschrift zur 50-jährigen Jubelfeier der Brüderanstalt Moritzburg. 1872 – 1. Mai 1922. Buchschmuck von Woldemar Müller und Paul Preißler. Brüderanstalt Moritzburg, Dresden 1922.
- Vom Ostseestrand. 12 Federzeichnungen. Text Margarete Thiele. Verlag Hans Friedrich Abshagen, Dresden 1923.
- Oberbayern. 12 Federzeichnungen Text Hans Thiemer. Verlag Hans Friedrich Abshagen, Dresden 1923.
- Die Sächsische Schweiz. 12 Federzeichnungen. Vorwort Margarete Thiele. Verlag Hans Friedrich Abshagen, Dresden 1923.

## Ehrungen und Auszeichnungen
Bei der Deutschen Fächerausstellung 1891 in Karlsruhe wurde er mit einem 4. Preis ausgezeichnet. 1913 wurde ihm das Ritterkreuz I. Klasse des Albrechts-Ordens verliehen. 1941 ehrte Kurt Arnold Findeisen Paul Preißler, indem er in den Sächsischen Kalender einige seiner besten Landschaftszeichnungen aufnahm.